# Cratere Haldane (Luna)
Haldane è un cratere lunare di 40,26 km situato nella parte sud-orientale della faccia visibile della Luna.
Il cratere è dedicato al medico britannico John Burdon Sanderson Haldane.